# Kamni Vrh pri Primskovem
Kamni Vrh pri Primskovem je naselje v Občini Šmartno pri Litiji.